# Грищенко Ігор Миколайович
І́гор Микола́йович Гри́щенко — майстер-сержант Збройних сил України, учасник російсько-української війни, що відзначився в ході російського вторгнення в Україну. Герой України (2024).

## Життєпис
З початку російського вторгнення в Україну брав участь у бойових діях на Київському напрямку, згодом — на Південно-східному напрямку. Виконує функції штурмана ударного комплексу БПЛА, знищуючи ворожих солдатів і техніку.

## Нагороди
- Звання Герой України з врученням ордена «Золота Зірка» (23 лютого 2024) — за особисту мужність і героїзм, виявлені у захисті державного суверенітету та територіальної цілісності України, самовіддане служіння Українському народові[2].